# Morti Vizki
Morti Vizki (født Morten Boeslund Poulsen; 18. januar 1963, død 27. september 2004) var en dansk digter, forfatter og dramatiker. 
Vizki debuterede i 1984 med digtsamlingen Digtsamling på Gyldendal og skrev herefter i alt ni digtsamlinger, fire romaner, 11 radiospil og syv teaterstykker. Boede i sine unge år sammen med den danske forfatter Poul Borum i tre år. Han modtog Klaus Rifbjergs debutantpris for lyrik i 1986.